# Nederlandse kampioenschappen schaatsen afstanden 2004
De Nederlandse kampioenschappen afstanden 2004 werden van 31 oktober tot 2 november 2003 gehouden in Heerenveen op de schaatsbaan van Thialf. In dit artikel staan de resultaten per afstand.

## Mannen

### 500 meter
| #      | Schaatser         | 1e 500m | 2e 500m | Totaal |
| ------ | ----------------- | ------- | ------- | ------ |
| Goud   | Gerard van Velde  | 35,40   | 35,47   | 70,870 |
| Zilver | Erben Wennemars   | 35,53   | 35,62   | 71,150 |
| Brons  | Jan Bos           | 35,91   | 35,72   | 71,630 |
| 4      | Beorn Nijenhuis   | 36,00   | 35,79   | 71,790 |
| 5      | Jacques de Koning | 36,03   | 36,10   | 72,130 |
| 6      | Alexander Oltrop  | 35,88   | 36,31   | 72,190 |
| 7      | Stefan Groothuis  | 36,43   | 36,56   | 72,990 |
| 8      | Simon Kuipers     | 36,50   | 36,52   | 73,020 |
| 9      | Bas Brusche       | 36,52   | 35,56   | 73,080 |
| 10     | Yuri Solinger     | 36,88   | 36,78   | 73,660 |

### 1000 meter
| #      | Schaatser         | Tijd       |
| ------ | ----------------- | ---------- |
| Goud   | Erben Wennemars   | 1.10,17    |
| Zilver | Alexander Oltrop  | 1.10,42    |
| Zilver | Gerard van Velde  | 1.10,42    |
| 4      | Beorn Nijenhuis   | 1.10,60    |
| 5      | Simon Kuipers     | 1.11,10 PR |
| 6      | Mark Tuitert      | 1.11,21    |
| 7      | Jan Bos           | 1.11,74    |
| 8      | Jacques de Koning | 1.12,21    |
| 9      | Stefan Groothuis  | 1.12,22    |
| 10     | Bas Brusche       | 1.12,39    |

### 1500 meter
| #      | Schaatser         | Tijd       |
| ------ | ----------------- | ---------- |
| Goud   | Erben Wennemars   | 1.46,53 BR |
| Zilver | Mark Tuitert      | 1.47,78    |
| Brons  | Ids Postma        | 1.48,09    |
| 4      | Jochem Uytdehaage | 1.48,41    |
| 5      | Carl Verheijen    | 1.49,01    |
| 6      | Beorn Nijenhuis   | 1.49,26    |
| 7      | Gianni Romme      | 1.49,29    |
| 8      | Tom Prinsen       | 1.49,81    |
| 9      | Simon Kuipers     | 1.50,11    |
| 10     | Bob de Jong       | 1.50,70    |

### 5000 meter
| #      | Schaatser          | Tijd       |
| ------ | ------------------ | ---------- |
| Goud   | Carl Verheijen     | 6.26,56    |
| Zilver | Jochem Uytdehaage  | 6.27,55    |
| Brons  | Bob de Jong        | 6.28,16    |
| 4      | Mark Tuitert       | 6.32,68    |
| 5      | Gianni Romme       | 6.33,39    |
| 6      | Tom Prinsen        | 6.40,13    |
| 7      | Ralf van der Rijst | 6.40,17    |
| 8      | Ids Postma         | 6.40,20    |
| 8      | Miel Rozendaal     | 6.40,20 PR |
| 10     | Rutger Elsinga     | 6.42,54    |

### 10.000 meter
| #      | Schaatser         | Tijd        |
| ------ | ----------------- | ----------- |
| Goud   | Jochem Uytdehaage | 13.32,96    |
| Zilver | Carl Verheijen    | 13.39,87    |
| Brons  | Bob de Jong       | 13.41,13    |
| 4      | Miel Rozendaal    | 13.42,83    |
| 5      | Ids Postma        | 13.46,65    |
| 6      | Tom Prinsen       | 13.55,78 PR |
| 7      | Gianni Romme      | 13.56,53    |
| 8      | Brigt Rykkje      | 13.57,04    |
| 9      | Eelco Bakermans   | 13.57,39    |
| 10     | Henk Angenent     | 13.59,21    |

## Vrouwen

### 500 meter
| #      | Schaatsster         | 1e 500m | 2e 500m | Totaal |
| ------ | ------------------- | ------- | ------- | ------ |
| Goud   | Marianne Timmer     | 39,05   | 38,55   | 77,600 |
| Zilver | Andrea Nuyt         | 39,14   | 39,18   | 78,320 |
| Brons  | Yvonne Leever       | 39,79   | 39,55   | 79,340 |
| 4      | Marieke Wijsman     | 39,84   | 39,93   | 79,770 |
| 5      | Frouke Oonk         | 40,15   | 39,94   | 80,090 |
| 6      | Annette Gerritsen   | 40,78   | 40,42   | 81,200 |
| 7      | Willeke van Benthem | 40,60   | 40,63   | 81,230 |
| 8      | Sanne van der Star  | 41,08   | 40,65   | 81,730 |
| 9      | Ireen Wüst          | 41,26   | 40,61   | 81,870 |
| 10     | Cindy Groen         | 40,92   | 41,22   | 82,140 |

### 1000 meter
| #      | Schaatsster         | Tijd    |
| ------ | ------------------- | ------- |
| Goud   | Marianne Timmer     | 1.18,23 |
| Zilver | Annamarie Thomas    | 1.18,89 |
| Brons  | Andrea Nuyt         | 1.19,63 |
| 4      | Marieke Wijsman     | 1.19,69 |
| 5      | Yvonne Leever       | 1.19,93 |
| 6      | Els Murris          | 1.20,22 |
| 7      | Sandra 't Hart      | 1.20,31 |
| 8      | Frouke Oonk         | 1.20,44 |
| 9      | Annette Gerritsen   | 1.20,81 |
| 10     | Willeke van Benthem | 1.20,84 |

### 1500 meter
| #      | Schaatsster         | Tijd       |
| ------ | ------------------- | ---------- |
| Goud   | Annamarie Thomas    | 2.00,72    |
| Zilver | Marja Vis           | 2.00,93    |
| Brons  | Marianne Timmer     | 2.01,42    |
| 4      | Renate Groenewold   | 2.01,94    |
| 5      | Sandra 't Hart      | 2.02,12    |
| 6      | Willeke van Benthem | 2.02,26 PR |
| 7      | Wieteke Cramer      | 2.02,78    |
| 8      | Elma de Vries       | 2.02,95    |
| 9      | Ireen Wüst          | 2.03,17 PR |
| 10     | Gretha Smit         | 2.03,26 PR |

### 3000 meter
| #      | Schaatsster       | Tijd    |
| ------ | ----------------- | ------- |
| Goud   | Renate Groenewold | 4.11,12 |
| Zilver | Gretha Smit       | 4.11,58 |
| Brons  | Barbara de Loor   | 4.15,02 |
| 4      | Helen van Goozen  | 4.15,42 |
| 5      | Marja Vis         | 4.15,83 |
| 6      | Sandra 't Hart    | 4.16,14 |
| 7      | Elma de Vries     | 4.16,57 |
| 8      | Martine Oosting   | 4.17,10 |
| 9      | Wieteke Cramer    | 4.17,11 |
| 10     | Moniek Kleinsman  | 4.18,40 |

### 5000 meter
| #      | Schaatsster            | Tijd       |
| ------ | ---------------------- | ---------- |
| Goud   | Gretha Smit            | 7.06,01    |
| Zilver | Jenita Hulzebosch-Smit | 7.18,25    |
| Brons  | Renate Groenewold      | 7.21,09    |
| 4      | Helen van Goozen       | 7.22,19    |
| 5      | Sandra 't Hart         | 7.27,05 PR |
| 6      | Elma de Vries          | 7.27,90 PR |
| 7      | Barbara de Loor        | 7.28,17    |
| 8      | Marja Vis              | 7.31,93    |

Zie voor alle uitslagen deze site (pdf-formaat)[dode link]

## Medaillespiegel

### Mannen
| Rang   | Naam              | Goud | Zilver | Brons | Totaal |
| 1      | Erben Wennemars   | 2    | 1      | 0     | 3      |
| 2      | Jochem Uytdehaage | 1    | 1      | 0     | 2      |
| 2      | Carl Verheijen    | 1    | 1      | 0     | 2      |
| 2      | Gerard van Velde  | 1    | 1      | 0     | 2      |
| 5      | Mark Tuitert      | 0    | 1      | 0     | 1      |
| 5      | Alexander Oltrop  | 0    | 1      | 0     | 1      |
| 7      | Bob de Jong       | 0    | 0      | 2     | 2      |
| 8      | Ids Postma        | 0    | 0      | 1     | 1      |
| 8      | Jan Bos           | 0    | 0      | 1     | 1      |
| Totaal | Totaal            | 5    | 5      | 5     | 15     |

### Vrouwen
| Rang   | Naam                   | Goud | Zilver | Brons | Totaal |
| 1      | Marianne Timmer        | 2    | 0      | 1     | 3      |
| 2      | Annamarie Thomas       | 1    | 1      | 0     | 2      |
| 2      | Gretha Smit            | 1    | 1      | 0     | 2      |
| 4      | Renate Groenewold      | 1    | 0      | 1     | 2      |
| 5      | Andrea Nuyt            | 0    | 1      | 1     | 2      |
| 6      | Marja Vis              | 0    | 1      | 0     | 1      |
| 6      | Jenita Hulzebosch-Smit | 0    | 1      | 0     | 1      |
| 8      | Barbara de Loor        | 0    | 0      | 1     | 1      |
| 8      | Yvonne Leever          | 0    | 0      | 1     | 1      |
| Totaal | Totaal                 | 5    | 5      | 5     | 15     |